# José Capricorne
José Maria Capricorne (Curaçao, 25 december 1932) is Curaçaos kunstenaar, graficus en kunstschilder. Zijn werk is getypeerd als figuratief en verhalend, kleurrijk en sprookjesachtig met veelal de associatie naar het theater.

## Levensloop
Op Curaçao volgde Capricorne de door de oliemaatschappij Shell gestichte technische school, en ging hierna werken als plateelschilder bij de Eerste Curaçaose Aardewerkfabriek. Toen hij begin jaren 1950 besloot te emigreren, kwam hij via Rio de Janeiro in 1954 in Nederland. Hij begon een tweejarige tekenopleiding aan de Reclame- en Tekenschool in Amsterdam, en studeerde verder op de Amsterdamse Grafische School op de afdeling grafische vormgeving, waar hij in 1958 eindexamen deed.
Na de militaire dienst vestigde Capricorne zich als reclameontwerper en volgde een stedenbouwkundige opleiding, met een praktijkjaar bij de Stedenbouwkundige Dienst in Amersfoort. Vanaf eind jaren 1950 ging hij, geïnspireerd op de Cobrabeweging steeds meer autonoom werk maken. In 1968 verhuisde hij met zijn familie terug naar Curaçao, en kreeg hij een baan als technisch ambtenaar bij de Dienst Openbare Werken. Samen met tekenleraar en later archeoloog Eddy Ayubi (1937-2015) begon hij te lobbyen voor een kunstacademie, die twee jaar later in 1969 zijn deuren opende als Akademia di Arte: de Curaçaose Academie voor Beeldende Kunsten, gevestigd in het oude Quarantainegebouw (nu het Curaçaosch Museum). Capricorne was van 1971 tot 1988 directeur van de academie. In de jaren 1970 maakte hij met zijn familie een crisis door toen zijn zoon overleed. Dit had ook zijn weerslag is Capricornes schilderijen, waarin hij in non-figuratieve stijl een versplinterde wereld afspiegelde. Eind jaren 1980 terug naar Curaçao bouwde hij een omvangrijk oeuvre op.
In 1985 werd hij onderscheiden met de Cola Debrotprijs, de cultuurprijs van de Nederlandse Antillen toegekend voor zijn inspanningen op het gebied van het kunstonderwijs. In 1988 ontving hij tevens de Lustrumprijs van het Curaçaosch Museum voor zijn gehele oeuvre als beeldend kunstenaar.

## Publicaties
Capricorne publiceerde ook enige werken, waaronder:
- 1972. "Dos en uno" : obra poético. Met Alex Goeloe.
- 1975. Berceuse voor teleurgestelden. Met Carel de Haseth. Flamboyant.
- 1981. Bida na koló = Kleuren van het leven. Met Carel de Haseth. In de Knipscheer.
- 1989. Kleuren van leven : Antilliaanse dieren van Capricorne = Bida na koló : bestianan di Capricorne. De Walburg Pers.
- 2001. Afscheidsgedichten voor Violette Stichting Libri Antilliani

Publicaties over Capricorne:
- José Maria Capricorne, Docco Engels & Jacqueline Römer-de Vresse (1988). José Maria Capricorne: paintings and drawings 1962-1988. Curaçao Museum Foundation.
- J.J. Oversteegen (1999). Herscheppingen: de wereld van José Maria Capricorne. ICS Nederland/Curaçao, 1999. ISBN 9073854296
- Ineke Phaf-Rheinberger (2005). La Belle Caraïbe: the art of José Maria Capricorne. Wiss. Verl. Berlin, 2005. ISBN 3865730582